# József Fekete
József Fekete   (Kecskemét, 27 de febrer de 1923 - Budapest, 4 d'agost de 1987) va ser un gimnasta artístic hongarès que va competir durant les dècades de 1940 i 1950.
El 1948 va prendre part en els Jocs Olímpics de Londres, on disputà vuit proves del programa de gimnàstica. Guanyà la medalla de bronze en la prova del concurs complet per equips, mentre en totes les proves individuals finalitzà més enllà de la desena posició. Quatre anys més tard, als Jocs de Hèlsinki, tornà a disputar vuit proves del programa de gimnàstica. Destaca la sisena posició en la prova del concurs complet per equips.